# Comuna Velîki Huleakî, Fastiv
Velîki Huleakî (în ucraineană Великі Гуляки) este o comună în raionul Fastiv, regiunea Kiev, Ucraina, formată din satele Fedorivka, Vasîlivka și Velîki Huleakî (reședința).

## Demografie
Componența lingvistică a comunei Velîki Huleakî
     Ucraineană (98,19%)
     Rusă (1,39%)
     Alte limbi (0,28%)
Conform recensământului din 2001, majoritatea populației comunei Velîki Huleakî era vorbitoare de ucraineană (98,19%), existând în minoritate și vorbitori de rusă (1,39%).